# Huayno
Wayno, huaino – gatunek muzyczny, popularny w Peru zwłaszcza wśród ludów Keczua i Ajmara, oparty na tradycyjnej muzyce Indian andyjskich i miejskiej muzyce tanecznej. Instrumentarium obejmuje zazwyczaj różne rodzaje fletów (quena), harfy, fletnię sicu, akordeon, charango, skrzypce i gitary.